# 二輪車交流振興協会
一般社団法人二輪車交流振興協会（いっぱんしゃだんほうじんにりんしゃこうりゅうしんこうきょうかい、英: Motorcycle Exchange Promotion Association）は、2022年（令和4年）9月12日に設立された非営利型一般社団法人（法人番号7160005011111）。事務局の所在は滋賀県近江八幡市。

## 概要
自動二輪車及び原動機付自転車（以下「二輪車」という。）を通して人々が交流することを目的とし、その目的に資するため、次の事業を行う。
- 二輪車ユーザーによる社会貢献活動事業トイランの開催[3][4][5][6]
- 二輪車ユーザーと地域住民との交流事業「バイクパレード」の開催[7][8]
- 二輪車ユーザー同士の交流事業「ライダーミーティング」の開催[9][10][11]
- その他当法人の目的を達成するために必要な事業